# 埃德·德胡耶
埃德·德胡耶（荷蘭語：Ed de Goey，1966年12月20日—），前荷蘭足球守門員。

## 生平
球員生涯的迪高爾曾在荷蘭班霸飛燕諾效力，除贏過一屆荷蘭甲組聯賽冠軍(1993)外，還贏過四屆荷蘭杯(1991、1992、1994、1995)。至1997年他以二百二十五萬英鎊轉會費轉投英超球會切尔西，為球會正選。當年車路士在聯賽只屬中游，德胡耶剛加盟，便為車路士贏得了歐洲杯賽冠軍杯。2000年英格蘭足總杯，德胡耶也順利為切尔西取得冠軍。
由於當時當時車路士實力未足以挑戰聯賽冠軍，德胡耶為切尔西取得的獎項僅限與杯賽有關。後來車路士出現人事變動，德胡耶也於2003年轉投實力較弱的低組別聯賽球會斯托克城，至2006年5月退役。
2007年7月6日，德胡耶加盟女王公园巡游者，為該會教練團成員。

## 榮譽
- 荷蘭甲組聯賽：1993
- 荷蘭杯：1991、1992、1994、1995
- 歐洲杯賽冠軍杯：1998
- 英格蘭足總杯：2000